# Faizon Love
Faizon Love, nome artístico de Langston Faizon Santisima (Santiago de Cuba, 14 de Junho de 1968) é um ator e comediante cubano naturalizado estadunidense. Conhecido por papéis em filmes como The Meteor Man, Don't Be a Menace to South Central While Drinking Your Juice in the Hood, Friday, B*A*P*S, Elf, The Replacements e Couples Retreat.
Ele também dublou o personagem Sweet no jogo Grand Theft Auto: San Andreas em 2004.